# 수전 앳킨스

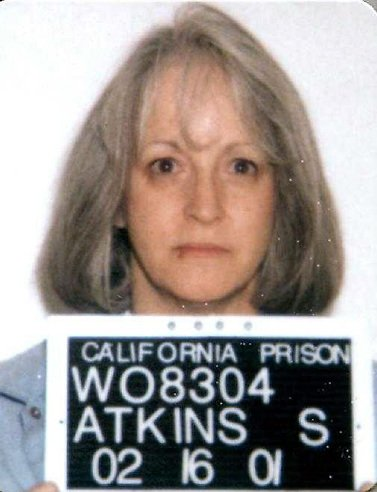

수전 데니즈 앳킨스(영어: Susan Denise Atkins, 1948년 5월 7일 ~ 2009년 9월 24일)는 미국의 살인자로서 찰스 맨슨의 추종자였다.

## 생애 초반
수전 앳킨스는 1948년 로스앤젤레스 근처의 샌 게이브리얼에서 태어났다. 어려서부터 가정불화가 극심했으며 수전이 15세가 되던 해에 그녀의 어머니가 암으로 숨지자 알코올 중독자였던 아버지는 수전 자매를 친척집으로 보냈다. 그러나 수전은 친척집에서 생활한 지 얼마 안되어 샌프란시스코로 도망쳐서 그 곳에서 유흥업소 댄서로 일했다. 유흥업소 댄서로 일하면서 수전은 마약을 했고 이런저런 사건에 연루되는 등 불우한 10대를 보내다 히피족들과 어울리게 되었다.

## 맨슨 패밀리가 되다
수전은 이 당시 사귀던 히피들의 소개로 교도소에서 갓 출옥하여 사교집단을 이끌고 있던 찰스 맨슨을 만났으며 찰스 맨슨의 추종자가 되었다.
이 과정에서 결혼도 하고 1968년에는 아들 제조조스 제드플랙 글루츠(Zezozose Zadfrack Glutz)까지 출산했다.

## 로만 폴란스키의 집 습격
수전이 맨슨 패밀리가 된 이후 어느날 어떤 사람이 찰스 맨슨의 음악성이 매우 저질이라고 비판하자 이에 앙심을 품은 수전은 동료 3명(이 중 남자는 찰리 왓슨 한명밖에 없으며 나머지 전원이 여자로 패트리샤 크렌벤켈, 린다 카사비앙, 수전 앳킨스였다.)과 함께 그 사람이 살던 집을 습격했다. 그러나 그 사람은 이미 다른 곳으로 이사를 간 이후였으며 그 곳에는 로만 폴란스키가 살고 있었다.
수전과 그의 동료들은 1969년 8월 9일에 그 집을 무조건 습격하여 그 집에 있는 사람들을 전원 사살했다. 그 날은 로만 폴란스키가 업무로 인하여 잠시 외출한 상태였으며 이 당시 집에 있던 로만 폴란스키의 아내 샤론 테이트와 그녀의 정부와 그 집의 가정부 등 5명이 수전 앳킨스 일당에게 살해당했다. 이 과정에서 수전 일당의 죄질은 매우 악랄해서 샤론 테이트 등이 사망한 이후에도 난도질을 계속 했으며 특히 당시 임신 중으로 만삭이였던 샤론 테이트의 시체를 벌거벗기고 배를 가른 후 창자를 꺼내서 그 창자로 샤론 테이트의 목에 묶어놓았다.
수전 일당은 이에 그치지 않고, 다음날 슈퍼마켓에 침입해 그 곳의 임원 부부를 살해했으며, 이전과 마찬가지로 시신에 잔악한 짓을 해놓았다.

## 체포
이 사건을 저지른 수전은 얼마 후 다른 혐의로 체포되어 교도소에 수감되었으나, 다른 재소자들에게 자신이 저지른 위와 같은 범죄행각을 자랑삼아 떠벌리고 다닌 탓에 이러한 범죄행각이 들통났다. 결국 샤론 테이트를 살해한 범죄에 가담한 찰리 왓슨, 패트리샤 크렌벤켈, 린다 카사비앙 등도 체포되었다.
그 후 1971년에 샤론 테이트 살해사건에 대한 재판이 열렸으며 이 재판에서 수전 앳킨스에게 사형이 선고되었으나 공교롭게도 수전 앳킨스를 체포한 캘리포니아 주에서 1972년부로 사형이 폐지된 탓에 그녀의 형량이 종신형으로 감형되었다.

## 수감된 이후
수전 앳킨스는 기독교인이 되었고 봉사활동을 하며 지난날의 과오를 뉘우치는 모습을 보였으나 샤론 테이트 살해사건 등 그녀의 범죄가 워낙 죄질이 무거운 데다가 원래 사형을 선고받았다는 점이 적용되어 가석방 심사는 계속 탈락했다. 그녀는 암에 걸렸고 2009년 세상을 떠나기 전 마지막 가석방을 신청하였으나, 2009년 9월 2일 그녀의 가석방 신청은 받아들여지지 않았고, 샤론 테이트의 여동생 데브라는 "앳킨스가 마지막 숨을 거둘 때 그의 영혼을 위해 기도하겠습니다. 그렇지만, 그 전까지는 교정 시설의 통제된 환경에 있어야 할 것 같습니다." 라고 말했다. 결국 수전은 2009년 9월 24일 교도소 병원에서 62세로 세상을 떠났다.
수전 앳킨스는 그녀의 인생에서 절반을 훨씬 웃도는 38년 간 징역을 살았으며, 이는 캘리포니아 주립 교도소 역사상 두 번째 여성 장기 복역수이기도 했다. 여성 최장기 복역수는 같은 혐의로 같이 체포되어 복역하고 있는 패트리샤 크렌벤켈로서 2025년 현재로 캘리포니아 주립 교도소에 복역한지 55년이 되었다. 공범인 레슬리 반 휴튼은 수감된 지 53년 만인 2023년에 가석방되었다.

## 같이 보기
- 찰스 맨슨